# Angeln

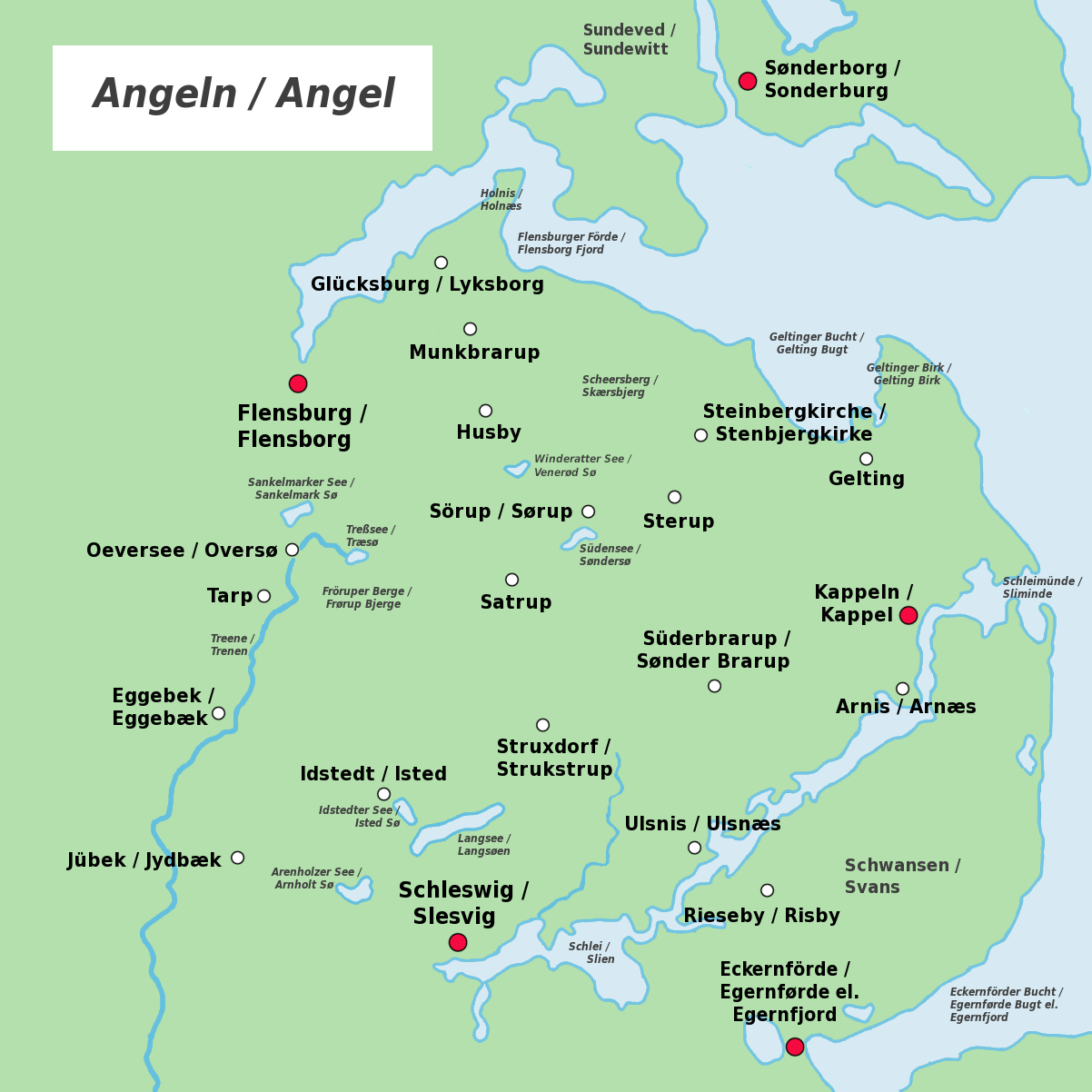
Karta över Angeln / Angel

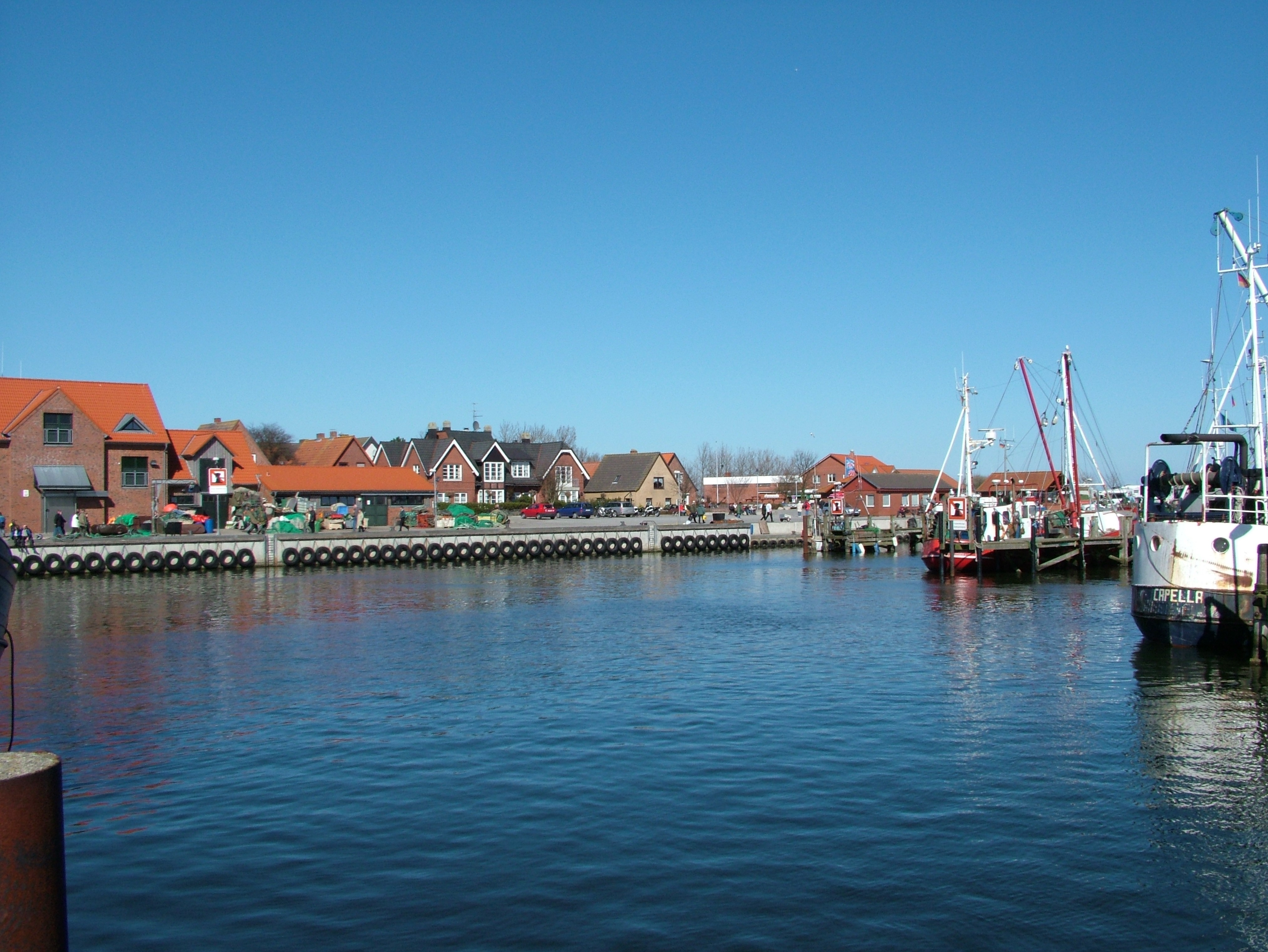
Maasholm i Angeln

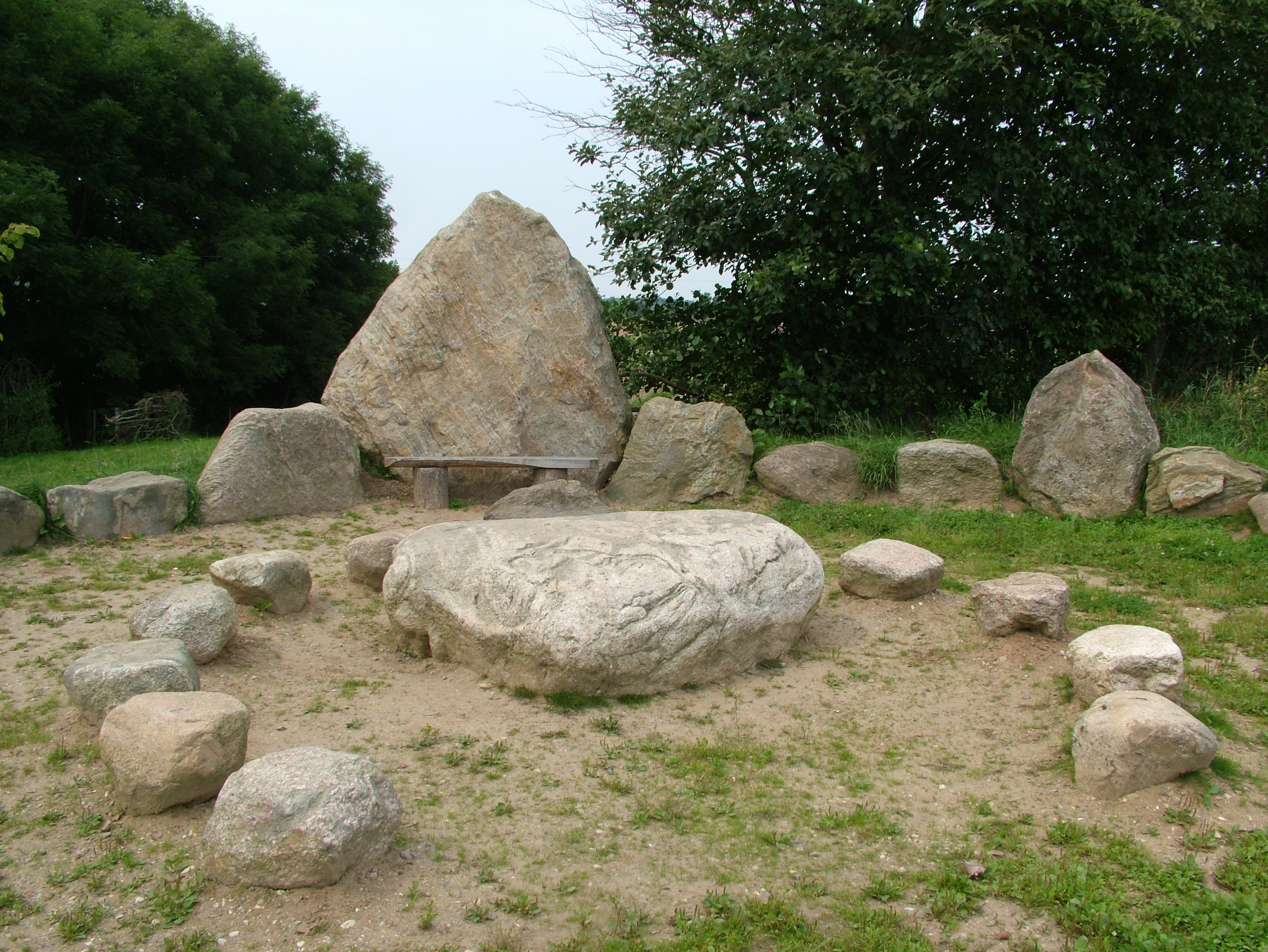
Stoltebüll, en gammal tingsplats

Angeln (danska Angel) är ett område och en halvö i det tyska förbundslandet Schleswig-Holstein, vid Flensburgfjorden. 

## Historik
Redan år 98 omnämns Angeln och dess invånare angler av den romerske historikern Tacitus. Omkring 400 e.Kr. utvandrade en stor del av Angelns befolkning till bland annat Britannia och bosatte sig i Östangeln. Efter år 600 flyttade jutar och danskar till halvön. Omkring tjugo gårdsnamn med slutleden -gaard, som betyder befäst gårdsanläggning, påminner fortfarande idag om den danska tiden.
Efter dansk-tyska kriget förlorade Danmark Schleswig (med Angeln), Holstein och Sachsen-Lauenburg till Preussen och Österrike. Efter första världskriget aktualiserades Angelns tillhörighet till Danmark igen. Efter folkomröstningen om Slesvig 1920 fastställdes nuvarande gräns mellan Tyskland och Danmark, som innebar att Sydslesvig med Angeln blev en del av Tyskland.